# Golf tại Thế vận hội Mùa hè 2016 - Cá nhân nam
Giải golf của nam tại Thế vận hội Mùa hè 2016 diễn ra từ 11 tới 14 tháng 8 năm 2016 tại Sân golf Olympic (tiếng Bồ Đào Nha: Campo Olímpico de Golfe), thuộc khu dự trữ thiên nhiên Reserva de Marapendi tại khu vực Barra da Tijuca. Đây là giải đấu đầu tiên sau 112 năm.
Có tất cả sáu mươi vận động viên tham gia vào bốn vòng thi đấu tính số gậy. Justin Rose của Anh Quốc giành huy chương vàng với hai gậy nhiều hơn người giành huy chương bạc là Henrik Stenson của Thụy Điển. Matt Kuchar của Hoa Kỳ kém Stenson một gậy và giành huy chương đồng.
Giải cũng đem về cho các golf thủ tham dự số điểm tích lũy trên Bảng xếp hạng golf thế giới. Rose nhảy từ vị trí thứ 12 lên thứ 9 trên bảng xếp hạng trong khi Stenson tăng một bậc lên thứ tư, Kuchar từ thứ 20 lên thứ 15.

## Các quốc gia tham dự

Số tay golf nam tới từ mỗi quốc gia dự Thế vận hội 2016:
Bốn
Hai
Một
Không có

| Bắc Mỹ (7)      | Nam Mỹ (6)            | Châu Âu (25)    | Châu Đại Dương (4) | Châu Á (16)    | Châu Phi (2) |
| --------------- | --------------------- | --------------- | ------------------ | -------------- | ------------ |
| Canada (2)      | Argentina (2)         | Anh Quốc (2)    | New Zealand (2)    | Ấn Độ (2)      | Nam Phi (2)  |
| Hoa Kỳ (4)      | Brasil (1)            | Áo (1)          | Úc (2)             | Bangladesh (1) |              |
| México (1)      | Chile (1)             | Bỉ (2)          |                    | Hàn Quốc (2)   |              |
|                 | Paraguay (1)          | Bồ Đào Nha (2)  | Malaysia (2)       |                |              |
| Venezuela (1)   | Đan Mạch (2)          | Nhật Bản (2)    |                    |                |              |
|                 | Đức (2)               | Philippines (1) |                    |                |              |
| Hà Lan (1)      | Thái Lan (2)          |                 |                    |                |              |
| Ireland (2)     | Đài Bắc Trung Hoa (2) |                 |                    |                |              |
| Na Uy (1)       | Trung Quốc (2)        |                 |                    |                |              |
| Pháp (2)        |                       |                 |                    |                |              |
| Phần Lan (2)    |                       |                 |                    |                |              |
| Tây Ban Nha (2) |                       |                 |                    |                |              |
| Thụy Điển (2)   |                       |                 |                    |                |              |
| Ý (2)           |                       |                 |                    |                |              |

## Kết quả

### Vòng một
Thứ năm, 11 tháng 8 năm 2016
Marcus Fraser của Úc ghi 9 birdie để hoàn thành vòng một với 63 gậy (−8), tạo khoảng cách ba gậy với người xếp sau. Justin Rose của Anh Quốc trở thành người đầu tiên có được cú hole-in-one tại Thế vận hội.
| Hạng | Vận động viên        | Quốc gia    | Thành tích | So với số gậy chuẩn |
| ---- | -------------------- | ----------- | ---------- | ------------------- |
| 1    | Marcus Fraser        | Úc          | 63         | −8                  |
| T2   | Graham DeLaet        | Canada      | 66         | −5                  |
| T2   | Henrik Stenson       | Thụy Điển   | 66         | −5                  |
| T4   | Thomas Pieters       | Bỉ          | 67         | −4                  |
| T4   | Grégory Bourdy       | Pháp        | 67         | −4                  |
| T4   | Alex Čejka           | Đức         | 67         | −4                  |
| T4   | Justin Rose          | Anh Quốc    | 67         | −4                  |
| T4   | Rafael Cabrera-Bello | Tây Ban Nha | 67         | −4                  |
| T9   | An Byeong-hun        | Hàn Quốc    | 68         | −3                  |
| T9   | Nicolas Colsaerts    | Bỉ          | 68         | −3                  |

### Vòng hai
Thứ sáu, 12 tháng 8 năm 2016
Marcus Fraser của Úc ghi được bốn birdie và mắc hai bogey để kết thúc vòng đấu với 69 gậy (−2). Cách biệt với nhóm sau bị thu hẹp còn một gậy.
| Hạng | Vận động viên        | Quốc gia          | Thành tích | So với số gậy chuẩn |
| ---- | -------------------- | ----------------- | ---------- | ------------------- |
| 1    | Marcus Fraser        | Úc                | 63-69=132  | −10                 |
| 2    | Thomas Pieters       | Bỉ                | 67-66=133  | −9                  |
| 3    | Henrik Stenson       | Thụy Điển         | 66-68=134  | −8                  |
| T4   | Grégory Bourdy       | Pháp              | 67-69=136  | −6                  |
| T4   | Justin Rose          | Anh Quốc          | 67-69=136  | −6                  |
| T6   | Rafael Cabrera-Bello | Tây Ban Nha       | 67-70=137  | −5                  |
| T6   | Graham DeLaet        | Canada            | 66-71=137  | −5                  |
| T6   | Danny Lee            | New Zealand       | 72-65=137  | −5                  |
| T6   | Fabián Gómez         | Argentina         | 70-67=137  | −5                  |
| T10  | Phan Chính Tông      | Đài Bắc Trung Hoa | 69-69=138  | −4                  |
| T10  | Thorbjørn Olesen     | Đan Mạch          | 70-68=138  | −4                  |
| T10  | Alex Čejka           | Đức               | 67-71=138  | −4                  |
| T10  | Séamus Power         | Ireland           | 71-67=138  | −4                  |

### Vòng ba
Thứ bảy, 13 tháng 8 năm 2016
Justin Rose của Anh Quốc vượt lên với 65 gậy (−6) tại vòng ba trong đó có hai eagle để tạo khoảng cách với golf thủ hạng năm thế giới Henrik Stenson trước khi bước vào vòng đấu quyết định. Trong khi đó Jaco van Zyl của Nam Phi ghi điểm trực tiếp ở lỗ thứ tám.
| Hạng | Vận động viên        | Quốc gia    | Thành tích   | So với số gậy chuẩn |
| ---- | -------------------- | ----------- | ------------ | ------------------- |
| 1    | Justin Rose          | Anh Quốc    | 67-69-65=201 | −12                 |
| 2    | Henrik Stenson       | Thụy Điển   | 66-68-68=202 | −11                 |
| 3    | Marcus Fraser        | Úc          | 63-69-72=204 | −9                  |
| T4   | Bubba Watson         | Hoa Kỳ      | 73-67-67=207 | −6                  |
| T4   | David Lingmerth      | Thụy Điển   | 69-70-68=207 | −6                  |
| T4   | Emiliano Grillo      | Argentina   | 70-69-68=207 | −6                  |
| T7   | Mikko Ilonen         | Phần Lan    | 73-69-66=208 | −5                  |
| T7   | Pádraig Harrington   | Ireland     | 70-71-67=208 | −5                  |
| T7   | Matt Kuchar          | Hoa Kỳ      | 69-70-69=208 | −5                  |
| T7   | Grégory Bourdy       | Pháp        | 67-69-72=208 | −5                  |
| T7   | Rafael Cabrera-Bello | Tây Ban Nha | 67-70-71=208 | −5                  |

### Vòng cuối
Chủ nhật, 14 tháng 8 năm 2016
Rose và Stenson cùng có 15 gậy âm trước khi tiến tới lỗ thứ 18. Rose thực hiện cú đánh tiếp cận đưa bóng tới cách lỗ 2,5 feet, trong khi Stenson có cú đánh tiếp cận lỗ quá nhẹ và cuối cùng phải cần tới ba cú putt, dính bogey, do đó Rose có trong tay hai putt để giành huy chương vàng. Anh giành birdie ngay ở putt đầu tiên và là người chiến thắng. Rose không chỉ là tay golf đầu tiên giành huy chương vàng Thế vận hội sau 112 năm mà còn là người đầu tiên giành cả huy chương vàng Thế vận hội lẫn vô địch giải major (US Open 2013 tại Merion). Đây cũng là chiến thắng đầu tiên của anh tại một giải đấu sau chức vô địch giải HSBC Hong Kong Open tháng 10 năm 2015. Chiến thắng của Rose cũng góp phần vào ngày thi đấu thành công nhất của đoàn thể thao Vương quốc Anh tại một kỳ Thế vận hội với năm huy chương vàng - ngoài Rose còn có tay đua lòng chảo Jason Kenny ở nội dung nước rút nam, vận động viên thể dục dụng cụ Max Whitlock có hai tấm huy chương vàng ở nội dung ngựa tay quay và tự do; và tay vợt Andy Murray ở nội dung đơn nam quần vợt.
Matt Kuchar của Hoa Kỳ kết thúc vòng với thành tích 63 gậy (-8) và giành huy chương đồng.
| Hạng | Vận động viên        | Quốc gia          | V 1 | V 2 | V 3 | V 4 | Tổng | So với số gậy chuẩn |
| ---- | -------------------- | ----------------- | --- | --- | --- | --- | ---- | ------------------- |
| 1    | Justin Rose          | Anh Quốc          | 67  | 69  | 65  | 67  | 268  | −16                 |
| 2    | Henrik Stenson       | Thụy Điển         | 66  | 68  | 68  | 68  | 270  | −14                 |
| 3    | Matt Kuchar          | Hoa Kỳ            | 69  | 70  | 69  | 63  | 271  | −13                 |
| 4    | Thomas Pieters       | Bỉ                | 67  | 66  | 77  | 65  | 275  | −9                  |
| T5   | Marcus Fraser        | Úc                | 63  | 69  | 72  | 72  | 276  | −8                  |
| T5   | Rafael Cabrera-Bello | Tây Ban Nha       | 67  | 70  | 71  | 68  | 276  | −8                  |
| T5   | Kiradech Aphibarnrat | Thái Lan          | 71  | 69  | 69  | 67  | 276  | −8                  |
| T8   | Emiliano Grillo      | Argentina         | 70  | 69  | 68  | 70  | 277  | −7                  |
| T8   | Bubba Watson         | Hoa Kỳ            | 73  | 67  | 67  | 70  | 277  | −7                  |
| T8   | Sergio García        | Tây Ban Nha       | 69  | 72  | 70  | 66  | 277  | −7                  |
| T11  | An Byeong-Hun        | Hàn Quốc          | 68  | 72  | 70  | 68  | 278  | −6                  |
| T11  | David Lingmerth      | Thụy Điển         | 69  | 70  | 68  | 71  | 278  | −6                  |
| T11  | Patrick Reed         | Hoa Kỳ            | 72  | 69  | 73  | 64  | 278  | −6                  |
| T11  | Bernd Wiesberger     | Áo                | 74  | 67  | 69  | 68  | 278  | −6                  |
| T15  | Fabián Gómez         | Argentina         | 70  | 67  | 73  | 69  | 279  | −5                  |
| T15  | Thongchai Jaidee     | Thái Lan          | 70  | 75  | 67  | 67  | 279  | −5                  |
| T15  | Martin Kaymer        | Đức               | 69  | 72  | 72  | 66  | 279  | −5                  |
| T15  | Séamus Power         | Ireland           | 71  | 67  | 74  | 67  | 279  | −5                  |
| T15  | Fabrizio Zanotti     | Paraguay          | 70  | 74  | 68  | 67  | 279  | −5                  |
| 20   | Graham DeLaet        | Canada            | 66  | 71  | 74  | 69  | 280  | −4                  |
| T21  | Grégory Bourdy       | Pháp              | 67  | 69  | 72  | 73  | 281  | −3                  |
| T21  | Alex Čejka           | Đức               | 67  | 71  | 74  | 69  | 281  | −3                  |
| T21  | Pádraig Harrington   | Ireland           | 70  | 71  | 67  | 73  | 281  | −3                  |
| T21  | Ikeda Yuta           | Nhật Bản          | 74  | 69  | 69  | 69  | 281  | −3                  |
| T21  | Søren Kjeldsen       | Đan Mạch          | 73  | 68  | 70  | 70  | 281  | −3                  |
| T21  | Mikko Ilonen         | Phần Lan          | 73  | 69  | 66  | 73  | 281  | −3                  |
| T27  | Danny Lee            | New Zealand       | 72  | 65  | 76  | 69  | 213  | –2                  |
| T27  | Joost Luiten         | Hà Lan            | 72  | 70  | 70  | 70  | 282  | –2                  |
| T27  | Matteo Manassero     | Ý                 | 69  | 73  | 71  | 69  | 282  | –2                  |
| T30  | Nino Bertasio        | Ý                 | 72  | 72  | 71  | 68  | 283  | –1                  |
| T30  | Nicolas Colsaerts    | Bỉ                | 68  | 71  | 71  | 73  | 283  | –1                  |
| T30  | Rodolfo Cazaubón     | México            | 76  | 66  | 68  | 73  | 283  | –1                  |
| T30  | David Hearn          | Canada            | 73  | 70  | 74  | 66  | 283  | –1                  |
| T30  | Thorbjørn Olesen     | Đan Mạch          | 70  | 68  | 74  | 71  | 283  | –1                  |
| T30  | Phan Chính Tông      | Đài Bắc Trung Hoa | 69  | 69  | 71  | 74  | 283  | –1                  |
| T30  | Ngô A Thuận          | Trung Quốc        | 74  | 71  | 70  | 68  | 283  | –1                  |
| T37  | Rickie Fowler        | Hoa Kỳ            | 75  | 71  | 64  | 74  | 284  | E                   |
| T37  | Danny Willett        | Anh Quốc          | 71  | 70  | 69  | 74  | 284  | E                   |
| T39  | Felipe Aguilar       | Chile             | 71  | 71  | 75  | 68  | 285  | +1                  |
| T39  | Adilson da Silva     | Brasil            | 72  | 71  | 73  | 69  | 285  | +1                  |
| T39  | Ryan Fox             | New Zealand       | 70  | 73  | 74  | 68  | 285  | +1                  |
| T39  | Scott Hend           | Úc                | 74  | 69  | 71  | 71  | 285  | +1                  |
| T43  | Roope Kakko          | Phần Lan          | 72  | 76  | 68  | 70  | 286  | +2                  |
| T43  | Espen Kofstad        | Na Uy             | 72  | 76  | 69  | 69  | 286  | +2                  |
| T43  | Wang Jeung-Hun       | Hàn Quốc          | 70  | 72  | 77  | 67  | 286  | +2                  |
| T43  | Jaco van Zyl         | Nam Phi           | 71  | 74  | 70  | 71  | 286  | +2                  |
| 47   | Gavin Green          | Malaysia          | 73  | 74  | 72  | 68  | 287  | +3                  |
| T48  | Danny Chia           | Malaysia          | 73  | 70  | 76  | 69  | 288  | +4                  |
| T48  | José-Filipe Lima     | Bồ Đào Nha        | 70  | 70  | 77  | 71  | 288  | +4                  |
| T50  | Jhonattan Vegas      | Venezuela         | 72  | 76  | 71  | 70  | 289  | +5                  |
| T50  | Shiv Chawrasia       | Ấn Độ             | 71  | 71  | 69  | 78  | 289  | +5                  |
| T50  | Lý Hạo Đồng          | Trung Quốc        | 70  | 73  | 71  | 75  | 289  | +5                  |
| 53   | Miguel Tabuena       | Philippines       | 73  | 75  | 73  | 70  | 291  | +7                  |
| 54   | Katayama Shingo      | Nhật Bản          | 74  | 75  | 77  | 66  | 292  | +8                  |
| T55  | Julien Quesne        | Pháp              | 71  | 79  | 72  | 71  | 293  | +9                  |
| T55  | Brandon Stone        | Nam Phi           | 75  | 72  | 71  | 75  | 293  | +9                  |
| 57   | Anirban Lahiri       | Ấn Độ             | 74  | 73  | 75  | 72  | 294  | +10                 |
| 58   | Siddikur Rahman      | Bangladesh        | 75  | 70  | 75  | 75  | 295  | +11                 |
| 59   | Ricardo Gouveia      | Bồ Đào Nha        | 73  | 68  | 76  | 80  | 297  | +13                 |
| WD   | Lâm Văn Đường        | Đài Bắc Trung Hoa | 77  | 77  | WD  | WD  | 154  | +12                 |

Chú giải
WD – Bỏ cuộc
E – Có số gậy bằng số gậy tiêu chuẩn